# Sławice Duchowne

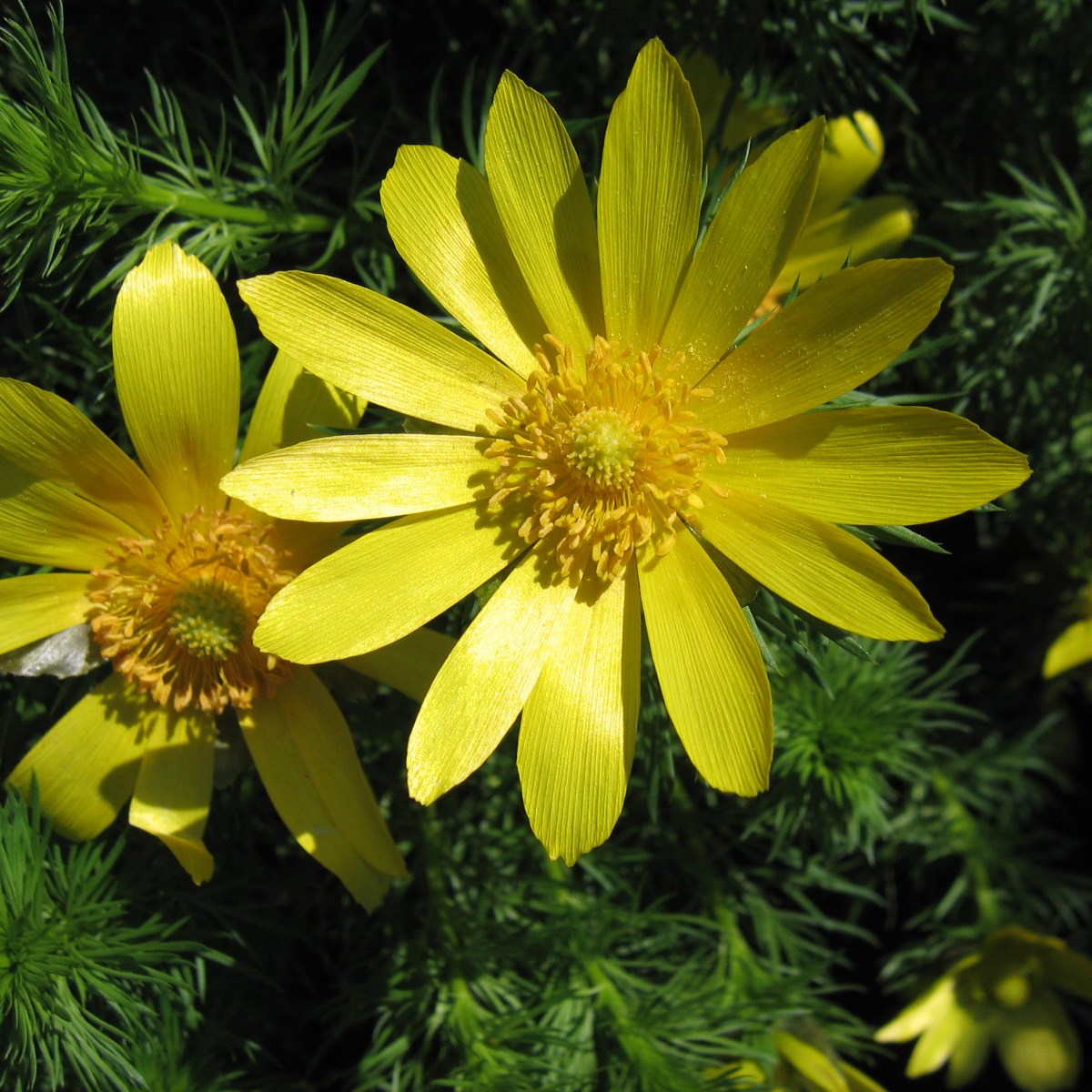
Miłek wiosenny

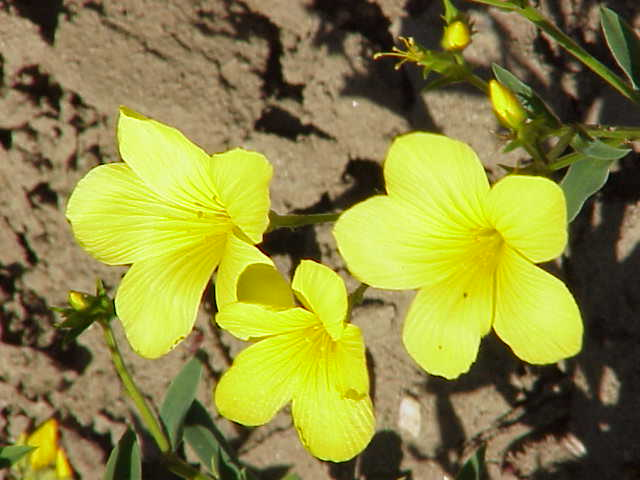
Len złocisty

Sławice Duchowne (PLH120074) – projektowany specjalny obszar ochrony siedlisk, aktualnie obszar mający znaczenie dla Wspólnoty, położony na Wyżynie Miechowskiej, na terenie gminy Miechów, w Sławicach Duchownych (część wsi Sławice Szlacheckie). Zajmuje powierzchnię 4,41 ha.
Ochronie podlega tu murawa kserotermiczna (Inuletum ensifoliae) – siedlisko przyrodnicze z załącznika I dyrektywy siedliskowej.
Występują tu liczne gatunki roślin objętych ochroną gatunkową lub zagrożonych:
- miłek letni (Adonis aestivalis)
- miłek wiosenny (Adonis vernalis)
- zawilec wielkokwiatowy (Anemone sylvestris)
- aster gawędka (Aster amellus)
- dzwonek syberyjski (Campanula sibirica)
- dziewięćsił bezłodygowy (Carlina acaulis)
- centuria pospolita (Centaurium erythraea)
- ostrożeń pannoński (Cirsium pannonicum)
- kruszyna pospolita (Frangula alnus)
- goryczuszka orzęsiona (Gentianella ciliata)
- len złocisty (Linum flavum)
- wilżyna bezbronna (Ononis arvensis)
- storczyk kukawka (Orchis militaris)
- śniedek baldaszkowaty (Ornithogalum umbellatum)
- pierwiosnek lekarski (Primula veris)
- kalina koralowa (Viburnum opulus)